# 派閥人事
派閥人事（はばつじんじ）
1. 自由民主党の派閥、その他企業である派閥を基盤として行われる人事
2. 日本のテレビドラマ。本項

『派閥人事』は、経済小説の第一人者だった清水一行の　『頭取の権力』　をTBSがドラマ化した作品。

社会派エンタテイメントに定評のある市川哲夫プロデューサーが、岩間芳樹に脚色を依頼、月間ギャラクシー賞に選出された。
日曜劇場枠の10月期首の特別企画だったが、東芝は内容の銀行トップの派閥抗争を抉った題材を忌避して、提供を外れた。　　

対立する経営トップに小林桂樹と芦田伸介、主役の人事部長に渡瀬恒彦、その部下で愛人の女性に麻生祐未、妻役に安藤和津。他に加藤治子、佐藤慶、渡辺文雄、中田喜子らが出演、出色のニ時間ドラマとなった。
冒頭に詩人中桐雅夫の　『会社の人事』　の一節が森本毅郎によって朗読され、秀逸な導入となっている。